# Martin Strömberg
Martin Adolf Simon Strömberg, född 7 september 1905 i Stockholm, död 15 september 1990 i Saltsjöbaden, var en svensk kulturjournalist och författare.
Strömberg började arbeta som kulturjournalist 1925 då han skrev i Sundsvalls-Posten. Mellan 1931 och 1932 var han medarbetare på Aftonbladets kulturavdelning. Därefter arbetade han mellan 1933 och 1937 som kulturredaktör vid Göteborgs Morgonpost och 1937–1942 var han konst- och teaterkritiker i Nya Dagligt Allehanda. Under tjugofyra år var Martin Strömberg teater- och konstkritiker i Stockholms-Tidningen. 
Förutom sitt arbete som journalist författade Martin Strömberg även ett antal böcker om konst, bland annat om konstnärerna Reinhold Ljunggren och Kurt Jungstedt.
Strömberg var initiativtagare till Nordiska konstförbundet. Han är begravd på Skogsö kyrkogård.